# Голям горски водобегач
Големият горски водобегач (Tringa ochropus) е птица от семейство Бекасови. Среща се и в България.

## Размножаване
За първи път видът е установен като гнездещ в страната от орнитолога Николай Боев край с. Мирово (Чирпанско)